# Campeonato Paulista de Futebol de 1926 (edição extra)
A edição extra do Campeonato Paulista de Futebol de 1926 foi um certame organizado pela Associação Paulista de Esportes Atléticos (APEA), a federação paulista da época. Após a entidade terminar a edição normal do Campeonato Paulista daquele ano foi constatado que até a data do início do torneio do ano seguinte os clubes filiados a APEA enfrentaria um longo período de inatividade, visando diminuir esta lacuna a entidade resolveu então organizar um campeonato extra da Primeira Divisão, que teve início na parte final de 1926, e sendo concluído no começo de 1927.
O Palestra Italia (atual Palmeiras) sagrou-se campeão após vencer o Sírio, que ficou com o vice-campeonato.

## Participantes
- Auto
- Corinthians
- Internacional
- Palestra Italia
- Portuguesa
- Santos
- São Bento
- Sílex
- Sírio
- Ypiranga

## Regulamento
O regulamento determinava a divisão das oito equipes participantes em dois grupos de quatro clubes cada, denominadas "série par" e "série ímpar". Todos jogaram contra todos em seus respectivos grupos. O clube campeão da "série par" enfrentaria o campeão da "série ímpar", sendo o vencedor desse embate declarado campeão paulista. O primeiro grupo foi formado por Internacional de São Paulo, Santos, Sírio e Ypiranga. Palestra Itália, Portuguesa, São Bento de São Paulo e Sílex formaram o segundo grupo.

## Histórico
Em 1926, a edição normal do Campeonato Paulista de Futebol terminou em setembro, com a vitória do Palestra Italia diante do Sílex, por 7 a 1. O que deixaria uma grande lacuna no calendário do esporte no estado. Além do longo período sem partidas até o final daquele ano, as férias de quase um mês dos jogadores estavam marcadas para começarem apenas no dia 21 de fevereiro do ano seguinte, o que aumentaria ainda mais o período sem jogos de futebol. E, como o torneio seguinte tinha previsão de início somente para maio de 1927.
Com o intuito de corrigir o problema do longo período de inatividade, a APEA decidiu realizar, pela primeira vez num mesmo ano, um segundo Campeonato Paulista, essa competição começou ainda em 1926 e terminou no começo de 1927, com o Palestra Italia se sagrando campeão.
Na fase inicial, o Alviverde venceu bem todos os seus adversários (5 a 3 no São Bento, 4 a 2 no Sílex e 6 a 3 na Portuguesa), classificando-se para a finalíssima. Na partida decisiva o embate foi diante do Sírio, que venceu o Ypiranga, empatou com o Internacional e se classificou com um W.O. sobre os santistas. Disputada no Parque Antárctica, a partida foi decidida no segundo tempo, graças ao gol do experiente Amílcar Barbuy, depois de jogada iniciada pelo ponta-esquerda Perillo. Ressaltando que, antes desta conquista, o Palestra já havia vencido o Campeonato Paulista de 1926 e posteriormente a ele, a torcida palestrina teve mais um motivo para celebrar – o triunfo estadual sobre o Santos na edição de 1927. Devido a estas conquistas, no ano seguinte, 1928, os jornais da época, como a Folha da Manhã (atual Folha de S.Paulo), tratavam o Palestra Italia como tricampeão paulista, pelas conquistas dos campeonatos paulistas de 1926 – os dois realizados pela APEA – e o de 1927.
Assim como ocorria nas edições normais do Campeonato Paulista daquela época, o campeonato extra de 1926 também contou com a realização do Torneio Início, com o Santos conquistando o título e o Palestra ficando na segunda colocação, e do Campeonato Paulista de Segundos Quadros, que foi realizado concomitantemente ao campeonato principal, e também foi vencido pelo Palestra Italia. Para os parâmetros da época, estas duas competições era o que diferenciava um campeonato oficial de torneios amistosos, que existiam aos montes. O tradicional torneio de segundos quadros (aspirantes) tinha muita importância na época e era bastante apreciado pela imprensa e pelo público, os torcedores o acompanhava com o mesmo interesse dos jogos dos times principais, e a APEA cumpriu a tradição.

## Primeira fase
Inicialmente, havia um total de dez clubes participantes do campeonato. A ideia inicial era a divisão em dois grupos, com cinco cada. Entretanto, o Auto, que fazia parte da "série par", após jogar uma partida contra o Internacional decidiu abandonar o certame. Posteriormente, o Corinthians, que integrava a "série ímpar", também desistiu do campeonato após disputar dois jogos, um contra a Portuguesa e o outro contra o Sílex.[carece de fontes?]

## Série par
|  |                            |
|  | Classificado para a final. |

## Série ímpar
|  |                            |
|  | Classificado para a final. |

## Final
| 13 de fevereiro de 1927 | Palestra Italia     | 1 – 0 | Sírio | Parque Antárctica, São Paulo |
|                         | Amílcar Barbuy 2ºT' |       |       | Árbitro: SP Alzemiro Ballio  |

Palestra Italia: Primo; Bianco e Pepe; Xingo, Amílcar Barbuy e Serafini; Tedesco, Heitor, Miguelzinho, Carazo e Perillo.
Sírio: Athiê; Gilry e Raphael; Feliciano, Milanesi e Arthur; Bizoca, Caetano, Petro, Alvariza e Mamá.

## Premiação
| Campeão Paulista de 1926 (edição extra) |
| --------------------------------------- |
| PALESTRA ITÁLIA                         |

## Classificação final
| Classificação - Final | Classificação - Final | Classificação - Final | Classificação - Final | Classificação - Final | Classificação - Final | Classificação - Final | Classificação - Final | Classificação - Final | Classificação - Final | Classificação - Final | Classificação - Final |
| Time | Time                  | PG                    | J                     | V                     | E                     | D                     | GP                    | GC                    | SG                    |                       |                       |
| --- | --------------------- | --------------------- | --------------------- | --------------------- | --------------------- | --------------------- | --------------------- | --------------------- | --------------------- | --------------------- | --------------------- |
| 1 | Palestra Italia       | 8                     | 4                     | 4                     | 0                     | 0                     | 16                    | 8                     | 8                     |                       |                       |
| 2 | Sírio                 | 5                     | 4                     | 2                     | 1                     | 1                     | 6                     | 5                     | 1                     |                       |                       |
| 3 | Santos                | 4                     | 3                     | 2                     | 0                     | 1                     | 14                    | 3                     | 11                    |                       |                       |
| 4 | São Bento             | 4                     | 3                     | 2                     | 0                     | 1                     | 8                     | 6                     | 2                     |                       |                       |
| 5 | Internacional         | 3                     | 3                     | 1                     | 1                     | 1                     | 6                     | 6                     | 0                     |                       |                       |
| 6 | Sílex                 | 2                     | 3                     | 1                     | 0                     | 2                     | 7                     | 12                    | -5                    |                       |                       |
| 7 | Portuguesa            | 0                     | 3                     | 0                     | 0                     | 3                     | 6                     | 10                    | -4                    |                       |                       |
| 8 | Ypiranga              | 0                     | 3                     | 0                     | 0                     | 3                     | 4                     | 17                    | -13                   |                       |                       |
| 9 | Corinthians           | -                     | -                     | -                     | -                     | -                     | -                     | -                     | -                     |                       |                       |
| 10 | Auto                  | -                     | -                     | -                     | -                     | -                     | -                     | -                     | -                     |                       |                       |
| PG - pontos ganhos; J - jogos; V - vitórias; E - empates; D - derrotas; GP - gols pró; GC - gols contra; SG - saldo de gols |                       |                       |                       |                       |                       |                       |                       |                       |                       |                       |                       |